# Distritos congressionais dos Estados Unidos
Os distritos congressionais são a base das eleições para a Câmara dos Representantes dos Estados Unidos, atualmente existem 435 distritos congressionais no país, cada qual elege o seu representante no Congresso.
A divisão é feita 3 anos após o ano da divulgação do último censo, a divisão distrital atual é de 2003 e é baseada no censo de 2000, a próxima divisão ocorrerá em 2013 e será baseada no censo de 2010.
De acordo com o censo de 2000, cada distrito possui em média 646.946 habitantes, a Califórnia é o estado com o maior número de distritos, 53 no total. Estados com baixa população como Alaska, Delaware, Montana, Dakota do Norte, Dakota do Sul, Vermont e Wyoming possuem apenas um distrito.
O distrito com a maior população é o de Montana com 905.316 habitantes, o de menor população é o de Wyoming com 495.304 habitantes.

Quantidade atual de distritos por estado.

Divisão atual dos 435 distritos congressionais dos Estados Unidos.